# Condado de Mason (Washington)
O Condado de Mason é um dos 39 condados do estado americano de Washington. A sede de condado é Shelton, e sua maior cidade é Shelton. O condado possui uma área de 2,722 km², uma população de 49,405 habitantes, e uma densidade populacional de 20 hab/km² (segundo o censo nacional de 2000).